# NGC 2968
NGC 2968 este o intermediate spiral galaxy⁠(d) situată în constelația Leul. A fost descoperită în 1785 de către William Herschel. Se află la o distanță de 25,4 de megaparseci de Pământ.